# Westville (Indiana)
Westville é uma cidade  localizada no estado americano de Indiana, no Condado de LaPorte.

## Demografia
Segundo o censo americano de 2000, a sua população era de 2116 habitantes.
Em 2006, foi estimada uma população de 5198, um aumento de 3082 (145.7%).

## Geografia
De acordo com o United States Census Bureau tem uma área de
8,1 km², dos quais 8,1 km² cobertos por terra e 0,0 km² cobertos por água. Westville localiza-se a aproximadamente 234 m acima do nível do mar.

## Localidades na vizinhança
O diagrama seguinte representa as localidades num raio de 20 km ao redor de Westville.